# Tasker–Morris (Metro de Filadelfia)
Tasker–Morris  es una estación de ferrocarril en la línea de la Calle Broad del Metro de Filadelfia. La estación se encuentra localizada en 1600 South Broad Street en Filadelfia, Pensilvania. La estación Tasker–Morris fue inaugurada el 18 de septiembre de 1938. La Autoridad de Transporte del Sureste de Pensilvania (por sus siglas en inglés SEPTA) es la encargada por el mantenimiento y administración de la estación.

## Descripción
La estación Tasker–Morris cuenta con 2 plataformas laterales y 2 vías. 

## Conexiones
La estación es abastecida por las siguientes conexiones: 
- Rutas de autobuses SEPTA: 4, 29